# 庄边山遗址
庄边山遗址，位于中国福建省福州市闽侯县竹岐乡榕岸村，为一个省级文物保护单位，类型为古遗址，为第一批福建省文物保护单位，公布时间为1961年5月10日。
庄边山遗址的历史年代为新石器时代。